# Alexandra Ocles
 María Alexandra Ocles Padilla (sinh ngày 22 tháng 1 năm 1979 tại Quito) là một chính trị gia và nhà giáo dục người Ecuador.

## Tiểu sử
Alexandra Ocles sinh ra tại Quito vào ngày 22 tháng 1 năm 1979. Từ năm 1989 đến năm 1990, cô học tại Đại học Manuela Cañizares và sau đó lấy bằng về khoa học giáo dục tại Đại học Politecnica Salesiana và Viện Khoa học Xã hội Mỹ Latinh.
Bà đã được bầu vào Quốc hội Ecuador cho Đảng Xã hội năm 2003, sau đó vào Quốc hội lập hiến năm 2007 cho phong trào Ruptura 25. Bà được Rafael Correa làm Trưởng ban Thư ký Nhân dân và giữ vị trí này cho đến tháng 1 năm 2011  Vào thời điểm đó, Ruptura 25 tuyên bố rời khỏi chính phủ, nói rằng Tổng thống đã vượt quá mong đợi của văn phòng. Đối lập với cuộc trưng cầu dân ý năm 2011, Ocles và các thành viên khác của Ruptura 25 đã từ chức.
Vào tháng 5 năm 2017, Ocles được Tổng thống Lenín Moreno đặt tên là Bộ trưởng Quản lý rủi ro quốc gia để làm việc với nhóm của mình trong nhiệm kỳ bốn năm,

## Trích dẫn
1. 1 2  "Canditatos a asambleísta nacional. (PAÍS) Patria Altiva i Soberana: María Alexandra Ocles". Hoy (bằng tiếng Tây Ban Nha). ngày 23 tháng 12 năm 2012. Bản gốc lưu trữ ngày 3 tháng 12 năm 2013. Truy cập ngày 1 tháng 12 năm 2013.
2. ↑  "Ruptura de los 25 y su alianza con el Gobierno". El Comercio (bằng tiếng Tây Ban Nha). ngày 3 tháng 11 năm 2012. Bản gốc lưu trữ ngày 5 tháng 10 năm 2016. Truy cập ngày 1 tháng 12 năm 2013.
3. ↑  "'Secretaría de Pueblos va al vaivén del momento político'". El Comercio (bằng tiếng Tây Ban Nha). ngày 5 tháng 2 năm 2012. Bản gốc lưu trữ ngày 3 tháng 12 năm 2013. Truy cập ngày 1 tháng 12 năm 2012.
4. ↑  "Ruptura de los 25 decidió esta madrugada separarse del Gobierno". El Universo (bằng tiếng Tây Ban Nha). ngày 28 tháng 1 năm 2011. Bản gốc lưu trữ ngày 12 tháng 1 năm 2016. Truy cập ngày 1 tháng 12 năm 2013.
5. ↑  "Ruptura de los 25 deja el Gobierno". Hoy (bằng tiếng Tây Ban Nha). ngày 29 tháng 1 năm 2011. Bản gốc lưu trữ ngày 3 tháng 12 năm 2013. Truy cập ngày 1 tháng 12 năm 2013.
6. ↑  ANDES (ngày 23 tháng 5 năm 2017). "New cabinet reflects diversity, union and dialogue, says President-elect Lenin Moreno". ANDES (bằng tiếng Anh). Truy cập ngày 8 tháng 8 năm 2018.